# Linezolid
Il linezolid è un antibiotico della famiglia degli ossazolidinoni per uso ospedaliero, attivo su batteri Gram+ aerobi e anaerobi, e in particolare sullo Staphylococcus aureus resistente alla meticillina (MRSA) e Staphylococcus aureus resistente alla vancomicina (VRSA). Impiegato soprattutto nelle infezioni della pelle, dei tessuti molli e delle polmoniti nosocomiali, l'uso si sta estendendo a un vasto numero di infezioni; risulta attivo anche contro il Mycobacterium tuberculosis.
Esistono due formulazioni (sacche pronte per l'uso da 300 ml contenenti 600 mg di principio attivo e compresse da 600 mg) che sono bioequivalenti (stessa efficacia).
Il farmaco è commercializzato dalla Pfizer, con il nome Zyvoxid.
Se somministrato per brevi periodi Linezolid risulta essere un antibiotico piuttosto sicuro, utilizzabile su pazienti di qualsiasi età ed in pazienti con epatopatia o insufficienza renale. Comunemente gli effetti collaterali che si manifestano nel breve periodo sono mal di testa, diarrea e nausea. Se invece viene somministrato per periodi più lunghi risulta associato ad effetti collaterali di maggior rilievo quali soppressione del midollo osseo e trombocitopenia, in particolare se impiegato per più di due settimane.
Se viene impiegato per un periodo di tempo ancora maggiore potrebbe causare effetti irreversibili come neuropatia periferica farmaco-indotta e danneggiamento del nervo ottico, può inoltre causare acidosi lattica dovuta alla tossicità mitocondriale

## Farmacocinetica
Dopo somministrazione per via orale linezolid viene rapidamente e pressoché completamente assorbito: La biodisponibilità si aggira intorno al 95-100%. La contemporanea assunzione di cibo non modifica significativamente l'assorbimento. La concentrazione plasmatica massima (Cmax) è raggiunta nel giro di 2 ore dall'assunzione. Lo steady-state viene ottenuto entro 48 ore dall'assunzione delle dosi.
Il legame con le proteine plasmatiche è pari a circa il 31%.
Allo steady state la molecola è principalmente eliminata attraverso l'emuntorio renale, sia come farmaco immodificato che sotto forma di metaboliti. L'emivita di eliminazione della molecola è di circa 5-7 ore.

## Farmacodinamica
Gli ossazolidinoni sono inibitori della sintesi proteica: arrestano la crescita e la riproduzione dei batteri interrompendo, a livello ribosomico, il processo di traduzione dell'RNA messaggero (mRNA) in proteine.

Schema semplificato della traduzione dell'mRNA. Il Linezolid occupa il sito A (al centro) e previene il legame con il tRNA.

 Anche se il suo meccanismo d'azione non è pienamente compreso. Il linezolid sembra funzionare sul primo gradino della sintesi proteica, l'iniziazione, a differenza della maggior parte degli altri inibitori della sintesi proteica, che inibiscono l'allungamento.
Sembra impedire la formazione del complesso d'inizio, composto dalla subunità 30S e 50S del ribosoma, dal tRNA e dall'mRNA. Il linezolid si lega alla porzione 23S della subunità 50S (il centro dell'attività della peptidil trasferasi), vicino ai siti di legame del cloramfenicolo, della lincomicina e di altri antibiotici. A causa di questo meccanismo d'azione unico, la resistenza incrociata tra il linezolid e gli altri inibitori della sintesi proteica è molto poco frequente o inesistente.
Il linezolid è efficace contro tutti i batteri Gram-positivi clinicamente rilevanti. Non ha effetti significativi sui Gram-negativi.
La clearance del farmaco è bassa, dato che viene eliminato per via renale e riassorbito nei tubuli.

### Resistenza
La resistenza acquisita al linezolid è stata riportata per la prima volta nel 1999 in due pazienti con una severa resistenza poliantibiotica da E. faecium.
Resistenza da parte dello Staphylococcus aureus (LRSA) è stata riscontrata nel 2001.

### Gram −
La resistenza intrinseca della maggior parte dei microrganismi Gram-negativi si basa sulla produzione di pompe di efflusso che impediscono il raggiungimento di concentrazioni efficaci all'interno del soma batterico.

### Gram +
I Gram-positivi acquisiscono resistenza tramite mutazione puntiforme conosciuta come G2576T in cui una guanina è sostituita con una timina nella 2576 del gene codificante l'RNA ribosomiale 23S.
Questo risulta essere il più comune meccanismo di resistenza negli Stafilococchi e l'unico isolato nella prima resistenza degli E. faecium; altri meccanismi sono stati identificati nello S. pneumoniae (incluse mutazioni in un RNA metiltransferasi che metila G2445 nel RNA 23S e muazioni che causano una maggiore espressione dei geni ABC) e nello S. epidermidis.

## Indicazioni
È indicato nelle infezioni severe sostenute da Staphylococcus, Enterococcus, L. monocytogenes e C. difficile resistenti ad altri trattamenti e nelle polmoniti nosocomiali, viene sconsigliato l'uso di questo antibiotico nelle normali infezioni sostenute da microrganismi sensibili a penicilline e cefalosporine, viene enfatizzato in molte riviste scientifiche il suo uso come "ultima risorsa" in infezioni altrimenti intrattabili che come alternativa avrebbero l'exitus del paziente, questo anche per ostacolare l'insorgere di meccanismi di resistenza al farmaco stesso.
Diffonde rapidamente (in poche ore dalla fine della prima somministrazione) in tutti gli organi e tessuti grazie al suo volume di distribuzione di circa 50 L, che corrisponde alla nostra acqua corporea totale. Il suo indice di penetrazione tissutale è più alto di altri antibiotici, dato che non ha centri protonabili e quindi il suo {\displaystyle \log P_{o/w}=1,3}.
La basicità dell'azoto morfolinico è repressa dallo stesso anello e dalla sua natura anilinica.
La famiglia a cui appartiene è quella degli ossazolidinoni, insieme con l'esperezolid. È da considerare come il superamento, in termini di efficacia, rapidità d'azione e sicurezza, dei glicopeptidi (teicoplanina e vancomicina).
Linezolid non necessita di aggiustamento posologico (sempre 1 somministrazione ogni 12 ore) anche nei pazienti con insufficienza epatica e/o renale.

### Controindicazioni
Il composto è controindicato in soggetti con ipersensibilità nota al principio attivo, ad altri ossazolidinoni, oppure ad uno qualsiasi degli eccipienti contenuti nella formulazione farmaceutica.
Il linezolid non deve essere assunto da soggetti che siano in trattamento con medicinali inibitori della monoamino ossidasi (come ad esempio isoniazide, selegilina, fenelzina).
La somministrazione a pazienti affetti da ipertensione arteriosa in cattivo controllo, feocromocitoma, tireotossicosi o stato confusionale acuto richiede estrema cautela e una stretta osservazione e monitoraggio del paziente.
Nei pazienti con Insufficienza renale non è richiesta alcuna modificazione del dosaggio. Tuttavia in soggetti con insufficienza renale grave (clearance della creatinina minore di 30 mL/min) è sempre bene agire con particolare cautela, mantenendo monitorato il paziente.

## Effetti collaterali e indesiderati
Quando usato per brevi periodi di tempo il Linezolid è un farmaco relativamente sicuro, gli effetti indesiderati più comuni (che insorgono in più dell'1% dei soggetti) comprendono diarrea (riportata dal 3-11% dei partecipanti ai clinical trials), cefalea (1-11%) nausea (3-10%), vomito (1-4%), rash (2%), stitichezza (2%), alterato senso del gusto (1-2%) e pallore linguale (0,2-1%). Micosi quali stomatiti o vulvovaginiti da candida possono insorgere a causa della soppressione della flora microbica normale favorente la crescita di questi miceti per mancata competizione.
Meno comuni ma potenzialmente più gravi sono eventuali reazioni allergiche, pancreatiti ed incremento delle transaminasi, che potrebbero essere indice di danno epatico.
Diversamente da alcuni antibiotici quali eritromicina e i chinolonici il linezolid non causa alterazioni dell'intervallo QT a livello elettrocardiografico.
Gli effetti collaterali relativi alla somministrazione pediatrica sono sovrapponibili a quelli manifestatisi nei pazienti in età adulta.
Come più o meno tutti gli antibiotici il Linezolid è stato associato a diarrea da C. difficile e colite pseudomembranosa associata, per quanto raramente (circa 0.2% dei pazienti nei trial)
Questo nonostante il clostridio sembri sensibile al linezolid in vitro, tanto che il suddetto antibiotico fu proposto come possibile terapia per la colite pseudomembranosa 
I trattamenti mantenuti per più di 2 settimane possono dar luogo a manifestazioni ematologiche lievi come anemia e trombocitopenia.